# Antoni Cieszyński
Antoni Cieszyński (ur. 31 maja 1882 w Oleśnicy, zm. 3/4 lipca 1941 we Lwowie) – polski profesor stomatologii, twórca stomatologii polskiej i jeden z jej światowych pionierów.

## Droga życiowa
Urodził się 31 maja 1882 w Oleśnicy, w rodzinie Tomasza i Emilii z Chiżyńskich. Uczył się początkowo w Gimnazjum Klasycznym Marii Magdaleny w Poznaniu, później ukończył gimnazjum w Bydgoszczy. Studiował medycynę, stomatologię i filozofię w Berlinie i Monachium. Dyplom lekarza dentysty otrzymał w 1905, doktorat z najwyższym odznaczeniem – summa cum laude w grudniu 1911. Był członkiem Związku Młodzieży Polskiej „Zet”. Założył Klub Towarzystwa Studentów Polaków w Monachium.
W 1913 został mianowany profesorem nadzwyczajnym i kierownikiem Ambulatorium Dentystycznego Wydziału Lekarskiego Uniwersytetu Lwowskiego. W marcu 1914, po gruntownej reorganizacji i modernizacji, ambulatorium zostało przekształcone w pierwszy w Polsce Instytut Dentystyczny (w 1930 w Klinikę Stomatologiczną).
Po wybuchu I wojny światowej zorganizował w Instytucie Dentystycznym placówkę Polskiego Czerwonego Krzyża. Z powodu ofensywy rosyjskiej i zajęcia Lwowa przez Rosjan we wrześniu 1914 ewakuował się najpierw do Tarnowa, a później do Wiednia. Założył tam oddział dla obrażeń szczękowych i poliklinikę stomatologiczną dla uchodźców z Polski. W tym mieście w 1915 został członkiem zarządu Polskiego Archiwum Wojennego. W czasie zamachu ukraińskiego na Lwów (1–22 listopada 1918) zorganizował Polską Służbę Sanitarną i organizował punkty opatrunkowe dla rannych w części Lwowa zajętej przez Ukraińców.
Był członkiem honorowym Towarzystw Stomatologicznych w Waszyngtonie, Buenos Aires, Pradze i Wiedniu. Był kierownikiem Katedry Dentystyki UJK i Lwowskiego Państwowego Instytutu Medycyny. W roku akademickim 1927/28 pełnił funkcję dziekana Wydziału Lekarskiego UJK. Sprawował stanowisko przewodniczącego Komitetu Narodowego Międzynarodowego Związku Dentystycznego, był honorowym przewodniczącym Związku Słowiańskich Stomatologów.
Wydawał i redagował czasopisma „Polska Dentystyka” (od 1930 „Polska Stomatologia”) oraz „Słowiańska Stomatologia”.
Był twórcą reguły izometrii w radiologii, oraz techniki zdjęć rentgenowskich zewnątrzustnych. Wydawał i był redaktorem Kwartalnika Stomatologicznego, Polskiej Dentystyki i Słowiańskiej Stomatologii. W 1936 na międzynarodowej konferencji w Brukseli otrzymał złoty medal im. W.O. Millera za pionierskie zasługi dla światowej stomatologii.
W okresie poprzedzającym II wojnę światową prowadził akcję pomocy represjonowanym, przez niemieckich nazistów, czechosłowackim lekarzom pochodzenia żydowskiego. W 1938 ogłosił także, na łamach „Polskiej Stomatologii”, swój protest przeciw udziałowi Polski w rozbiorze Czechosłowacji. W okresie sowieckiej okupacji Lwowa 1939–1941 nadal prowadził działalność naukową. W sierpniu 1940 był gościem Wszechzwiązkowego Komitetu ds. Nauki ZSRR w Moskwie. Aresztowany przez niemieckich okupantów w nocy z 3 na 4 lipca 1941, tuż po wkroczeniu Niemców do Lwowa, został bez sądu rozstrzelany na Wzgórzach Wuleckich wraz z grupą 25 polskich profesorów wyższych uczelni Lwowa.
Od 1915 był mężem Róży z Troczyńskich.

## Dokonania naukowe
- Był encyklopedystą, edytorem czterotomowej, ilustrowanej Nowoczesnej encyklopedii zdrowia wydanej w latach 1937–1939 w Warszawie[6] .
- Ogłosił drukiem 375 prac obejmujących wszystkie dziedziny stomatologii, opublikowanych w 70 czasopismach naukowych w siedmiu językach,
- Opracował:
  - systematykę techniki wykonywania zdjęć rentgenowskich wewnątrz- i zewnątrzustnych,
  - zastosowanie radioterapii w stomatologii,
  - pierwszy w świecie atlas radiologii stomatologicznej,
  - regułę izometrii, pozwalającej na wykonywanie na filmie zdjęć rtg zębów o rzeczywistej długości,
  - metody iniekcyjnych do wszystkich gałęzi nerwu trójdzielnego.
- Był twórcą nowoczesnych metod operacyjnych i rozpoznawczo-badawczych.
- Był autorem wielu udoskonaleń technicznych:
  - kasety do zdjęć stereoskopowych,
  - wspornika do zdjęć zewnątrzustnych,
  - przytrzymywaczy filmów wewnątrzustnych,
  - miarki do bezpośredniego odczytywania odległości filmu od ogniska
  - czapki z tabliczką ułatwiającą ustawienie promienia głównego do zdjęć typowych czaszki.
- Redagował własne czasopismo Dentystyka Polska (od 1923)
- Był redaktorem naczelnym Polskiej Stomatologii i Słowiańskiej Stomatologii
- Wydał własny podręcznik radiologii stomatologicznej (1926).

## Ordery i odznaczenia
- Złoty Krzyż Zasługi (28 marca 1939)[7]
- Medal Niepodległości (4 listopada 1933)[8]
- Krzyż Obrony Lwowa (1918)
- Krzyż Zasługi Węgierskiego Czerwonego Krzyża (Węgry)[1]

## Funkcje w organizacjach
- przewodniczący Powszechnych Wykładów Uniwersyteckich we Lwowie (1915–1918),
- przewodniczący Związku Docentów Stomatologii w Państwie Polskim (1913–1923 i od roku 1935),
- delegat narodowy Polski do Międzynarodowego Związku Dentystycznego,
- przedstawiciel Polskiej Sekcji Międzynarodowego Związku Stomatologicznego,
- prezes Związku Stomatologów Lwowskiej Izby Lekarskiej
- członek honorowy i fellow of American Society of Stomatologists
- członek honorowy i fellow of Polish Medical and Dental Association of America
- członek honorowy Spolku Ceskych Zubnich Lekaru w Pradze
- członek honorowy Zahnarztliche Gesellschaft w Wiedniu
- członek honorowy Korporacji Aragonia[9]